# Leonid Brežnjev
Leonid Iljič Brežnjev (rusko Леонид Ильич Брежнев), sovjetski komunist, državnik in politik, * 19. december 1906, Kamensko, Ruski imperij (zdaj Kamjanske, Ukrajina), † 10. november 1982, Moskva, Sovjetska zveza.
Rodil se je v delavski družini na območju današnje Ukrajine, kjer se je izšolal za metalurga in se zaposlil v industriji. Leta 1923 se je včlanil v Komsomol in leta 1929 še v matično Komunistično partijo Sovjetske zveze ter pričel dejavno sodelovati pri strankini politiki. V tem času je bil vpoklican v vojsko. Postal je politkomisar tovarne tankov in kasneje še sekretar stranke v Dnepropetrovsku (današnjem Dnipru, Ukrajina), pomembnem industrijskem središču. Ko je Tretji rajh napadel Sovjetsko zvezo, je sodeloval v bojih v Ukrajini in do leta 1946 napredoval do čina generalmajorja Rdeče armade.
Leta 1950 je postal član Vrhovnega sovjeta Sovjetske zveze in dve leti kasneje še član Centralnega komiteja Komunistične partije Sovjetske zveze, prvi sekretar CK KP Moldavije in nato še Kazahstana. Pod okriljem Hruščova je kmalu napredoval do člana Politbiroja in celo predsednika prezidija Vrhovnega sovjeta ZSSR (1960-64) ter (2.) sekretarja CK KPSZ (1964), ko je Brežnjev in njegova skupina, pod vodstvom glavnega sovjetskega ideologa Mihaila Suslova, organizirala prevrat, ga je oktobra 1964 nasledil na mestu prvega sekretarja KP (1966 je bil obnovljen naziv funkcije generalni sekretar).
V 1970. letih je v državi ob pomanjkanju učinkovitih reform prišlo do stagnacije gospodarstva, ki je še vedno v veliki meri temeljilo na kmetijstvu, obdobje pa je zaznamoval tudi razmah sive ekonomije, korupcije v vladi in veliko povečanje izdatkov za oboroževanje. Zunanjo politiko pod njegovim vodstvom je po eni strani zaznamovalo povečanje gospodarskih stikov z nekomunističnimi državami (predvsem ZDA) in odprava politike izolacionizma, po drugi pa povečan pritisk na satelitske države v Vzhodni Evropi po tistem, ko so enote Varšavskega pakta vkorakale v Češkoslovaško, da bi preprečile praško pomlad. Trša je postala tudi diplomacija v odnosu do držav tretjega sveta. Zadnja pomembnejša odločitev Brežnjeva je bila napotitev enot v Afganistan, s čimer se je začela sovjetsko-afganistanska vojna.
V zadnjih letih življenja se mu je močno poslabšalo zdravje; doživel je več kapi, v tem obdobju je postal odvisen od uspavalnih tablet in pričel vedno več piti ter kaditi. Njegova nečimrnost je prerasla v kult osebnosti. 1977 je prevzel od Nikolaja Podgornega, ki ga je prisilno upokojil, že drugič tudi funkcijo predsednika prezidija Vrhovnega sovjeta ZSSR, torej formalnega državnega poglavarja. Ob smrti konec leta 1982, ko je bil poleg heroja socialističnega dela tudi že štirikratni heroj Sovjetske zveze (in od 1976 celo maršal Sovjetske zveze; nasploh je bil znan po "kolekcionarstvu" različnih odlikovanj, skupaj naj bi jih imel 114), so mu priredili enega najveličastnejših pogrebov v zgodovini, ki so se ga udeležili predstavniki 77 držav. Na položaju voditelja Sovjetske zveze (generalnega sekretarja KPSZ) ga je nasledil Jurij Andropov, medtem ko je njegov "varovanec" Konstantin Černjenko moral počakati še dobro leto na prevzem vodilne funkcije.

## Zgodnje življenje in zgodnja kariera
Leonid Brežnjev se je rodil 19. decembra 1906 v Kamenskem (danes Kamjanske) v Ukrajini, ki je bila takrat del Ruskega cesarstva. Njegov pravi priimek je bil Brežnjov (Брежнёв) in tako se je imenoval vse do leta 1956. Kljub temu, da se je v mladosti preselil v Rusijo, je vse življenje ohranil ukrajinsko izgovorjavo in navade. Njegova etnična pripadnost je bila v nekaterih dokumentih označena kot ukrajinska (med drugim tudi v potnem listu) ter ruska v drugih . Tako kot mnogi mladi delavskega razreda, je v letih po oktobrski revoluciji pridobil tehnično izobrazbo, najprej iz kmetijske ekonomije, nato iz metalurgije. Diplomiral je na Inštitutu za metalurške študije Dneprodzerźinsk in diplomiral iz metalurškega inženirstva, nekaj časa je delal v nekaterih železarskih in jeklarskih industrijah v vzhodni Ukrajini. Leta 1923 se je pridružil mladinskim organizacijam CPSU, Komsomolu, leta 1931 pa postal član same stranke. Leta 1928 se je poročil z Viktorijo Denisovo.     
V letih 1935-1936 je Brežnjev odšel na služenje vojaškega roka in po usposabljanju v tankovski šoli postal politični komisar v oklepni konjeniški četi. Leta 1936 je bil tudi direktor Višjega tehničnega inštituta za metalurške študije v Dneprodzerźinsku, preden je bil premeščen v glavno mesto regije Dnepropetrovsk. Tu je leta 1939 postal partijski sekretar, zadolžen za vodenje pomembne vojaške industrije v mestu. 
Brežnjev je pripadal prvi generaciji sovjetskih komunistov, ki niso imeli pravega spomina na to, kakšna je bila Rusija pred revolucijo, in ki so bili premladi, da bi sodelovali v tistih bojih za partijsko vodstvo, ki so se dogajale po Leninovi smrti leta 1924. Ko je vanjo vstopil Stalin je bil nesporni vodja in je skupaj z mnogimi drugimi politično odraščal v znamenju stalinizma, ne da bi postavljal dvome ali vprašanja o dobroti izbir, ki so prišle od zgoraj. Tisti, ki so preživeli velike čistke 1936-1938, so imeli nujno in zelo hitro kariero, saj so ostala mesta v srednjih in višjih vrstah Partije, vlade in oboroženih sil za odpravo tistih, ki so jih zasedali.  

## Vojaška in politična kariera
Junija 1941 je nacistična Nemčija napadla Sovjetsko zvezo in tako kot mnogi visoko cenjeni partijski uradniki je bil Brežnjev takoj poklican k vojski (ukaz je prišel dne 22. junija). Bil je odgovoren za evakuacijo ljudi iz tovarn v Dnepropetrovsku na ruskem vzhodu, preden je mesto 26. avgusta padlo v nemške roke, kasneje pa je bil prerazporejen kot politruk (politruk, politični komisar). Oktobra je bil Brežnjev z činom brigadirnega komisarja zadolžen za politično upravo za celotno Južno fronto. 
Leta 1942, ko je bila Ukrajina popolnoma v nemških rokah, je bil Brežnjev poslan na Kavkaz kot vodja politične uprave zakavkaške fronte. Aprila 1943 je postal vodja političnega oddelka 18. armade, ki je bila nato vključena v Prvo ukrajinsko fronto, ko je Rdeča armada obnovila pobudo in začela napredovati proti zahodu na ukrajinsko ozemlje. Politični komisar Fronte, njegov neposredni nadrejeni, je bil Nikita Hruščov, ki je postal pomemben zaveznik v Brežnjevi karieri. Ob koncu vojne v Evropi je Brežnjev zasedel položaj glavnega političnega komisarja 4. ukrajinske fronte, ki je po nemški predaji vstopila v Prago.  
Avgusta 1946 je Brežnjev zapustil Rdečo armado v činu generalmajorja: ves čas spopada je bil politični komisar in je zasedel zelo malo dejanskih vojaških poveljniških mest. Po delu na nekaterih projektih obnove v Ukrajini se je vrnil v civilno življenje kot prvi sekretar v Dnepropetrovsku. Leta 1950 je postal poslanec vrhovnega sovjetskega parlamenta ZSSR; istega leta je bil prvi sekretar PCM v moldavski RSS, ki je bila pred kratkim absorbirana v Sovjetsko zvezo po njeni priključitvi Romuniji. Leta 1952 je postal član Centralnega komiteja Komunistične partije, pozneje pa Prezidija (prej znanega kot Politbiro). 
Leta 1976 je bil imenovan za maršala Sovjetske zveze, najvišjega čina v sovjetski vojaški hierarhiji, čeprav je bil najimenitnejši čin generalisimusa Sovjetske zveze, ki je bil ustvarjen in rezerviran posebej za Stalina kot očeta domovine.

## Napredovanje v politiki
Stalin je umrl marca 1953 in v reorganizaciji, ki je sledila, je bil po sklepu 23. kongresa CPSU ukinjen prezidij, katerega funkcijo je opravljal politbiro, prvi partijski sekretar pa je prevzel staro vlogo, generalni sekretar. Čeprav Brežnjev ni bil vključen v to, je bil kljub temu imenovan za vodjo Političnega direktorata vojske in mornarice s činom generalpodpolkovnika, kar je zelo pomemben položaj, katerega naloga verjetno ni bila brez vpliva njegovega mentorja in prijatelja. Nikita Hruščov je pred kratkim zamenjal Stalina kot voditelja Sovjetske zveze in prvega sekretarja sovjetske komunistične partije. Leta 1955 je bil imenovan za prvega partijskega sekretarja v Kazahstanu, kar je zelo pomembno mesto.
Februarja 1956 je bil Brežnjev odpoklican v Moskvo, kjer je bil imenovan za kandidata za člana politbiroja in zadolžen za orožarsko industrijo, vesoljski program, težko industrijo in njihovo upravo. V tistih trenutkih je slednjega kot član Hruščovovega spremstva podpiral v boju proti stalinistični stari gardi partijskega vodstva, tako imenovani "protipartijski skupini", ki so jo vodili Vjačeslav Molotov, Georgij Malenkov in Lazar Kaganovič. Po porazu stare garde je Brežnjev postal polnopravni član politbiroja.
Leta 1959 je Brežnjev postal drugi sekretar Centralnega komiteja, maja 1960 pa je bil imenovan za predsednika predsedstva vrhovnega sovjeta in nominalno postal vodja države. Čeprav je bila resnična oblast v rokah Hruščova, ki je bil partijski sekretar, je predsedniški položaj Brežnjevu omogočil potovanje v tujino in tako je začel razvijati okus za bogata zahodnjaška oblačila in avtomobile, po katerih je pozneje zaslovel.  

## Voditelj Sovjetske zveze
14. oktobra 1964 je bil Nikita Hruščov odstavljen s položaja voditelja Sovjetske zveze. Leonid Brežnjev je bil istega dne imenovan za novega voditelja države, s čimer je postal četrti voditelj Sovjetske zveze. 
22. januarja 1969 se je Brežnjev vozil v povorki skozi Moskvo, ko je neznani storilec streljal na njegovo limuzino. Izstreljeni streli so huje poškodovali voznika limuzine in sopotnika Viktor Iljin, ki je sedel pred Brežnjevem, pri čemer je vodja ostal nepoškodovan.
Brežnjeva zunanja politika se je zapisala v zgodovino pod definicijo "doktrine Brežnjeva" (znane tudi kot teorija ali "doktrina omejene suverenosti"), ki je bila določena v programski intervenciji na V kongresu Poljske združene delavske stranke ( 12. novembra 1968). V obdobju, ko je Aleksander Dubček poskušal sprožiti program liberalizacije komunističnega sistema na Češkoslovaškem, je Brežnjev podpiral agresivno politiko, ki je videla Sovjetsko zvezo kot edina, ki je kot vodilna država komunizma upravičena, da poseže, tudi vojaško, v poslovnih notranjostih držav, zaveznic Varšavskega pakta (ki so tako uživale le omejeno suverenost). Tako je bila leta 1968 upravičena invazija Varšavskega pakta na Češkoslovaško, ki je končala praško pomlad. Tudi invazija na Afganistan v podporo komunističnih čet v državi in širjenje sovjetskega vpliva na Bližnjem vzhodu, v Aziji (podpora Severnemu Vietnamu proti Kambodži) in Afriki (intervencije v Angoli in Etiopiji v podporo Menghistuju), katerih cilj je bil krepitev teže ZSSR v svetu, je treba uokviriti v novi sovjetski ekspanzionizem, ki ga je vsilil Brežnjev.
Brežnjev, ko je verjel, da ZDA preživljajo obdobje politične šibkosti (zaradi neuspeha v vietnamski vojni in Nixonovega odstopa po škandalu Watergate, vse diplomatske privrženosti, ki so oslabile podobo Združenih držav ), torej od sredine sedemdesetih let, je poskušal prilagoditi v korist ZSSR tisto, kar je menil, da je škodljiva faza za ZDA, z namestitvijo raket SS20, opremljenih z jedrskimi bojnimi glavami, v vzhodni Evropi. To je sprožilo jedrsko eskalacijo, saj so se ZDA odzvale z namestitvijo jedrskih raket srednjega dosega Pershing II in Cruise v zahodnoevropskih državah v zgodnjih 80. letih dvajsetega stoletja.
V sedemdesetih letih je bil tudi glavni sogovornik Ostpolitik zahodnonemškega kanclerja Willyja Brandta. Jugoslavijo maršala Tita je odstranil iz ideološke in politične izolacije, na katero jo je obsodil Stalin, in začel kolaborativne odnose s Francijo (sovjetski voditelji so bili prisrčno sprejeti v državi, ki jo je vodil Gaullist). Leta 1975 je podpisal Helsinške sporazume, s katerimi so bile priznane in sprejete obstoječe meje med evropskimi državami, vključno s tistim, ki je Nemčijo razdelil na dve ločeni in suvereni politični entiteti in v zameno za implicitno priznanje sovjetske oblasti v Vzhodni Evropi „ZSSR se je zavezala, da bo spoštovala človekove pravice. Odnosi z Zahodom so se leta 1981 še poslabšali zaradi represivne sovjetske politike proti Poljski in prav to vprašanje je prispevalo k dokončni odstranitvi nekaterih najpomembnejših evropskih komunističnih strank iz sovjetskega vpliva. Malo pred smrtjo je ponovno odprl nekatera pogajanja z Ljudsko republiko Kitajsko.
V sedemdesetih letih je Brežnjev utrdil svojo oblast: leta 1976, v letu njegovega uspeha na 25. partijskem kongresu, je bil imenovan za maršala Sovjetske zveze. 
Naslednje leto je bil znova izvoljen za predsednika predsedstva vrhovnega sovjeta namesto Nikolaja Podgornega (ki je prvič v zgodovini ZSSR dodal položaje vodje stranke in vodje države), je spodbujal reformo Ustava (imenovana tudi "Brežneva ustava"). Ponovno je bila potrjena kontrolna funkcija stranke, ki ji je bila dodeljena pooblastila za izvajanje kapilarnega nadzora na ozemlju z vključevanjem množic prek društev in rekreacijskih struktur, ter z večjo popolnostjo potrjena večnamenska, federalna in enotna zveza Zveze, ki federativnim republikam pripisuje pravico do svobodne odcepitve, kar je v naslednjih letih vplivalo na ločitev satelitskih držav in razpad Sovjetske zveze. Leta 1981 je bil ponovno na čelu CPSU. Njegova avtoriteta je takrat narasla do te mere, da so se v partiji začele govorice o vrnitvi k kultu osebnosti.

### Smrt
Od leta 1974 je Brežnjev trpel za boleznimi srca in ožilja, levkemijo, ustnim rakom, emfizemom in motnjami v delovanju krvnega obtoka. Potem, ko je maja 1982 doživel hudo možgansko kap, vseeno ni hotel odstopiti s položaja voditelja in je zato na tem mestu ostal do svojega konca. 10. novembra 1982 je Leonid Brežnjev doživel hud srčni infarkt in tega dne umrl v starosti 75 let. Novico o njegovi smrti so sporočili dan pozneje. Po petih dneh nacionalnega žalovanja je potekal slavnostni državni pogreb, ki se ga je udeležilo 32 voditeljev držav, 15 predsednikov vlad, 14 zunanjih ministrov in štirje knezi. Brežnjev je bil kasneje, 15. novembra pokopan v nekropoli obzidja Kremlja.